# جيمس هيد
جيمس هيد (بالإنجليزية: James Head) هو فنان قتال مختلط أمريكي، ولد في 9 فبراير 1984 في هايلاند في الولايات المتحدة.

## وصلات خارجية
- جيمس هيد على موقع شيردوغ (الإنجليزية)